# Działalność socjalna
Działalność socjalna – usługi świadczone przez pracodawców na rzecz różnych form wypoczynku, działalności rekreacyjnej oraz kulturalnej, opieki nad dziećmi w różnych formach wychowania przedszkolnego. Za tym pojęciem kryje się również pomoc materialna - finansowa lub rzeczowa - a także pomoc na cele mieszkaniowe. Obowiązek świadczenia takich usług spoczywa na każdym pracodawcy ze sfery budżetowej oraz na każdym innym pracodawcy, który na dzień 1 stycznia danego roku zatrudnia przynajmniej 20 osób w przeliczeniu na pełne etaty. Kryterium przyznawania wymienionych świadczeń winna być sytuacja materialna beneficjentów.